# چلسی (ماساچوست)
چلسی(به انگلیسی: Chelsea) شهرکی در شهرستان سافولک ایالت ماساچوست می‌باشد که در سال ۱۷۳۹ بنیان‌گذاری شده‌است. این شهرک در سرشماری سال ۲۰۱۰ میلادی، ۳۵٬۱۷۷ نفر جمعیت داشته‌است.

## نگارخانه

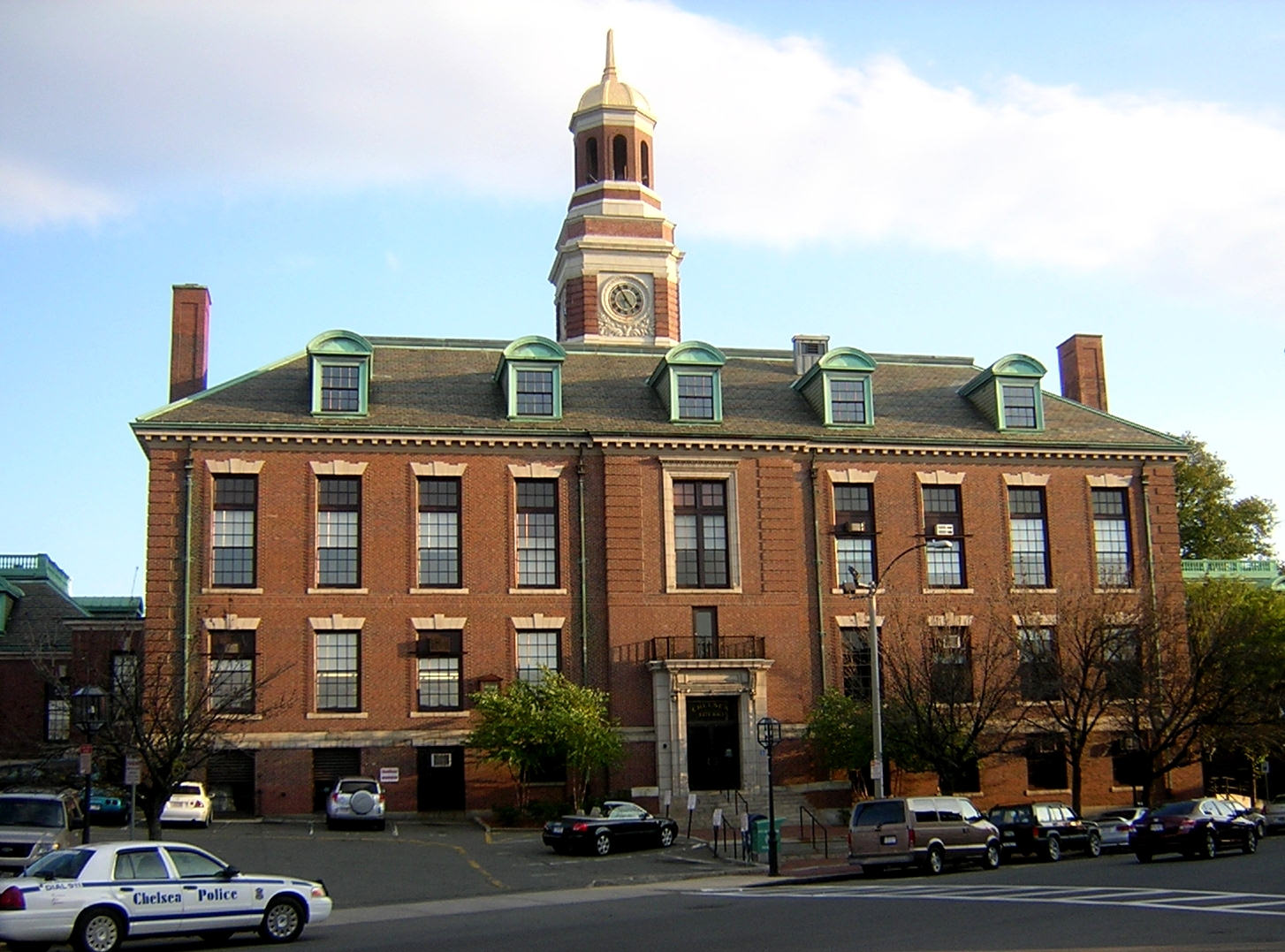
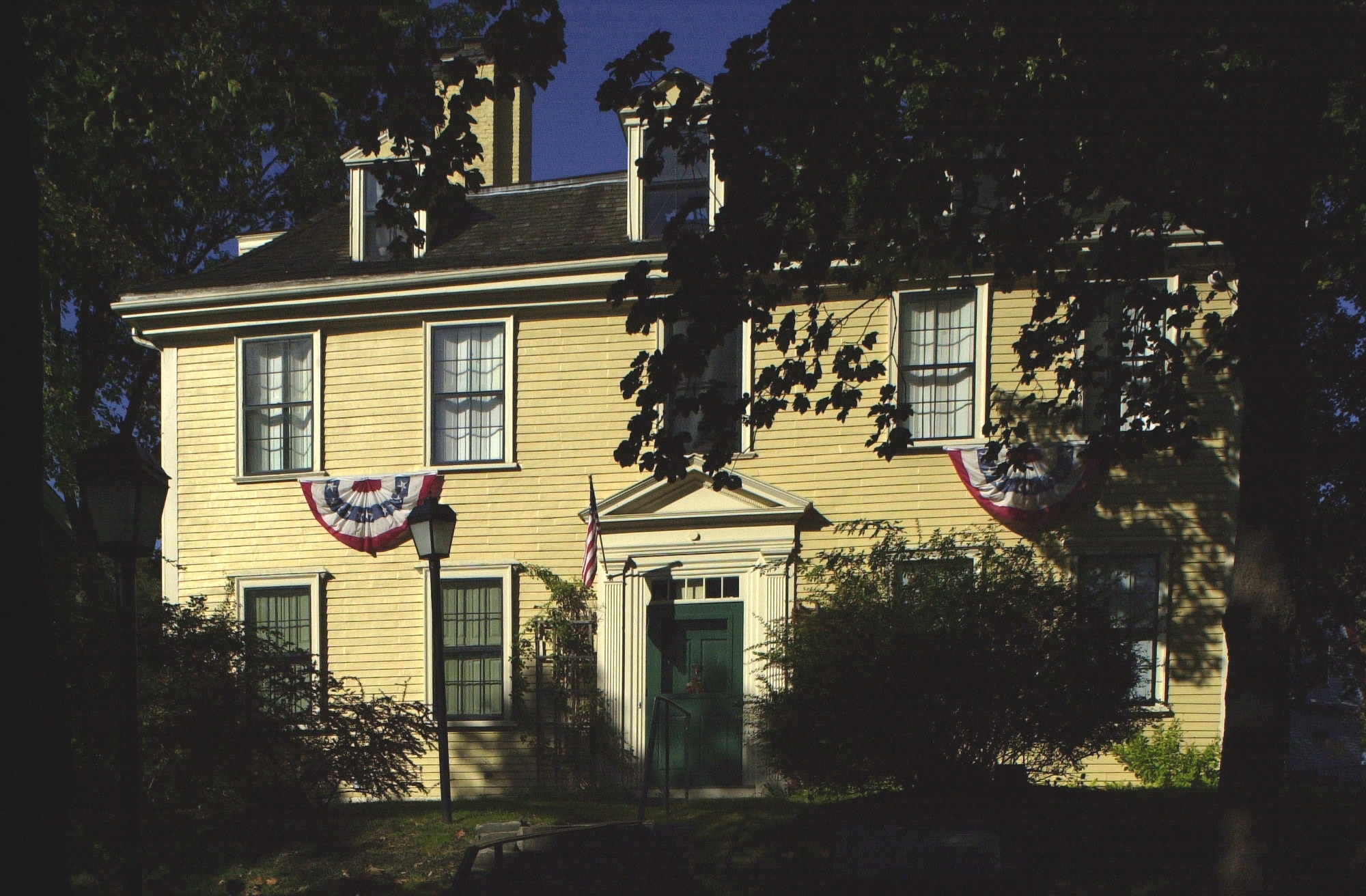
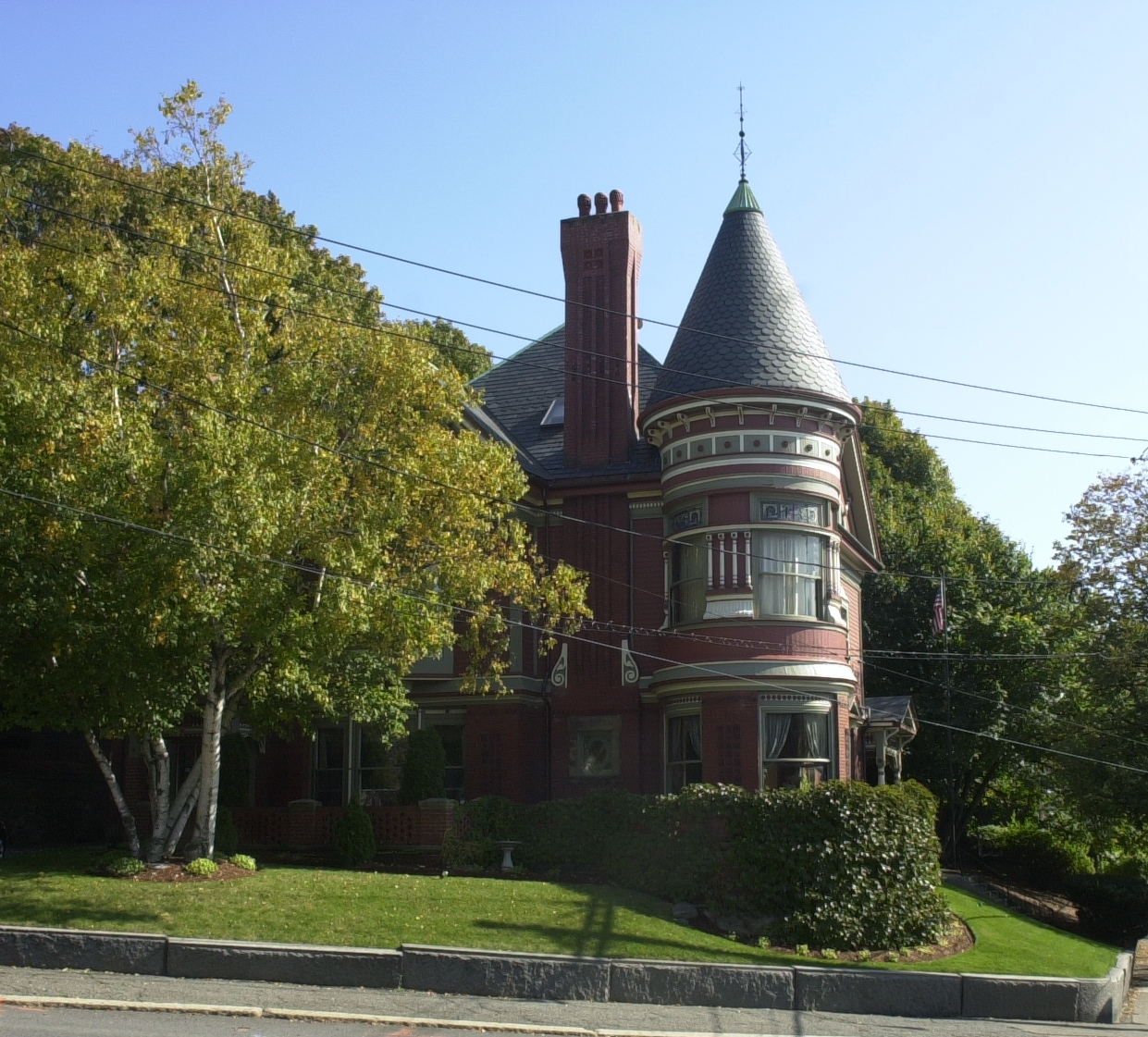
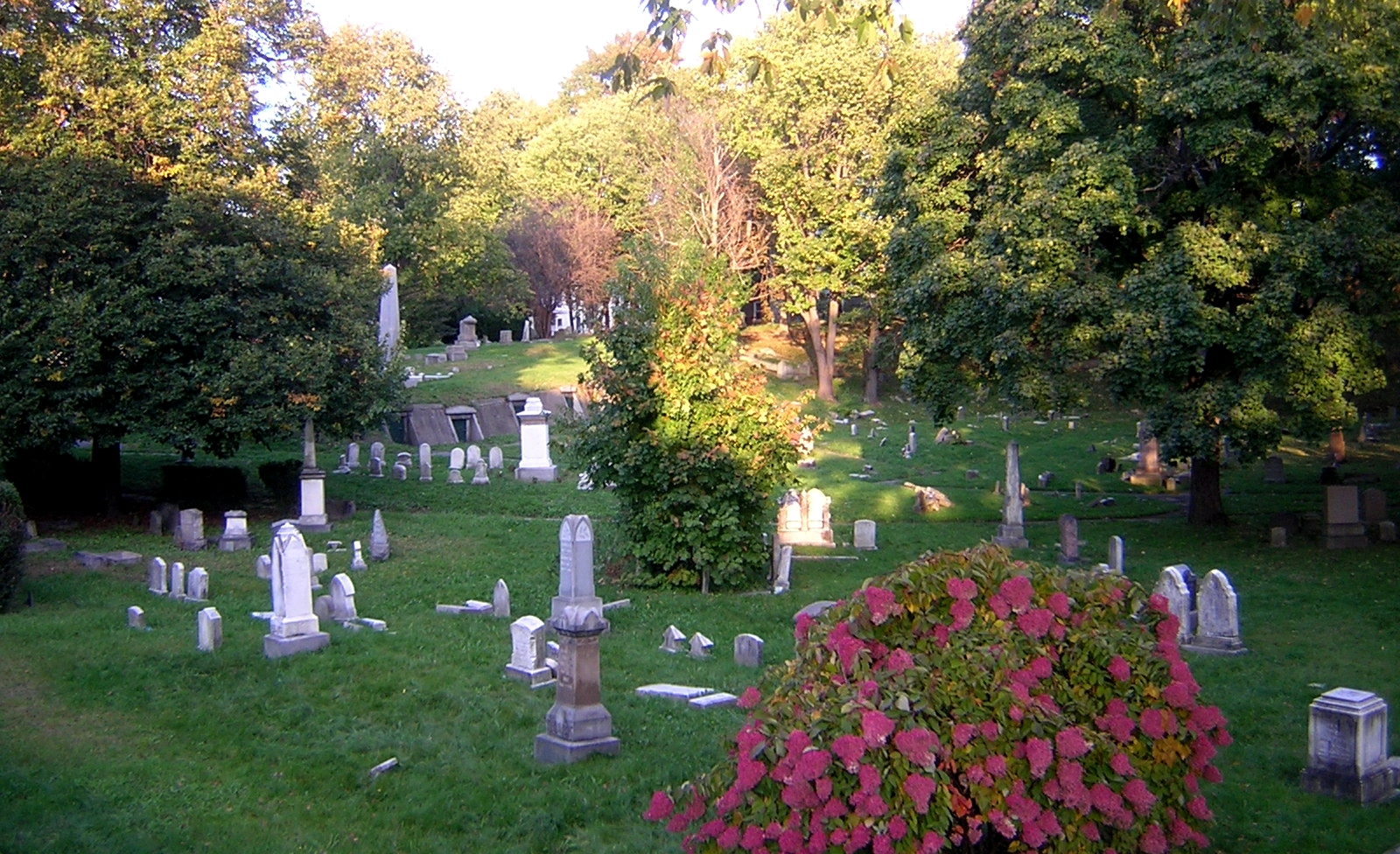
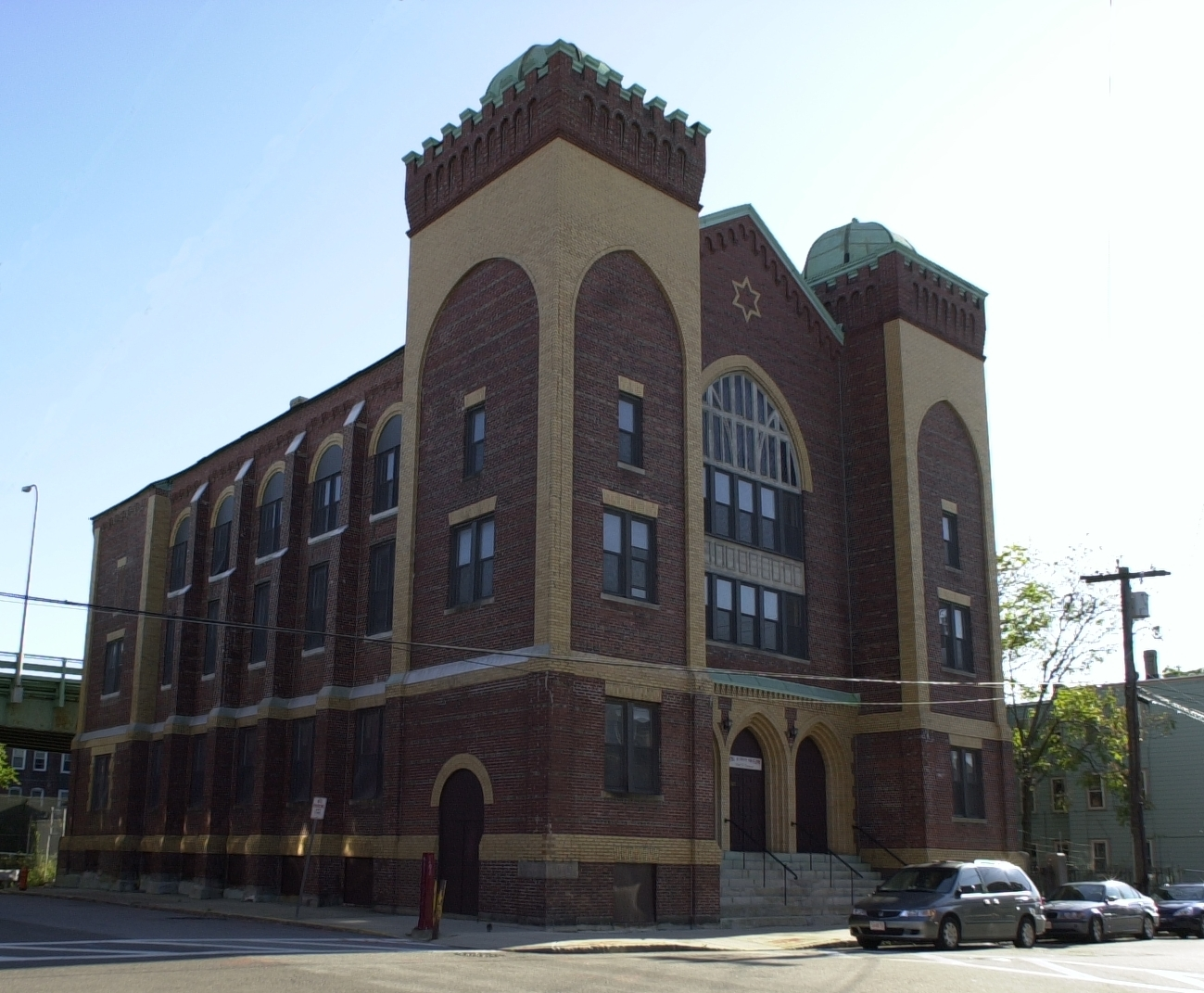
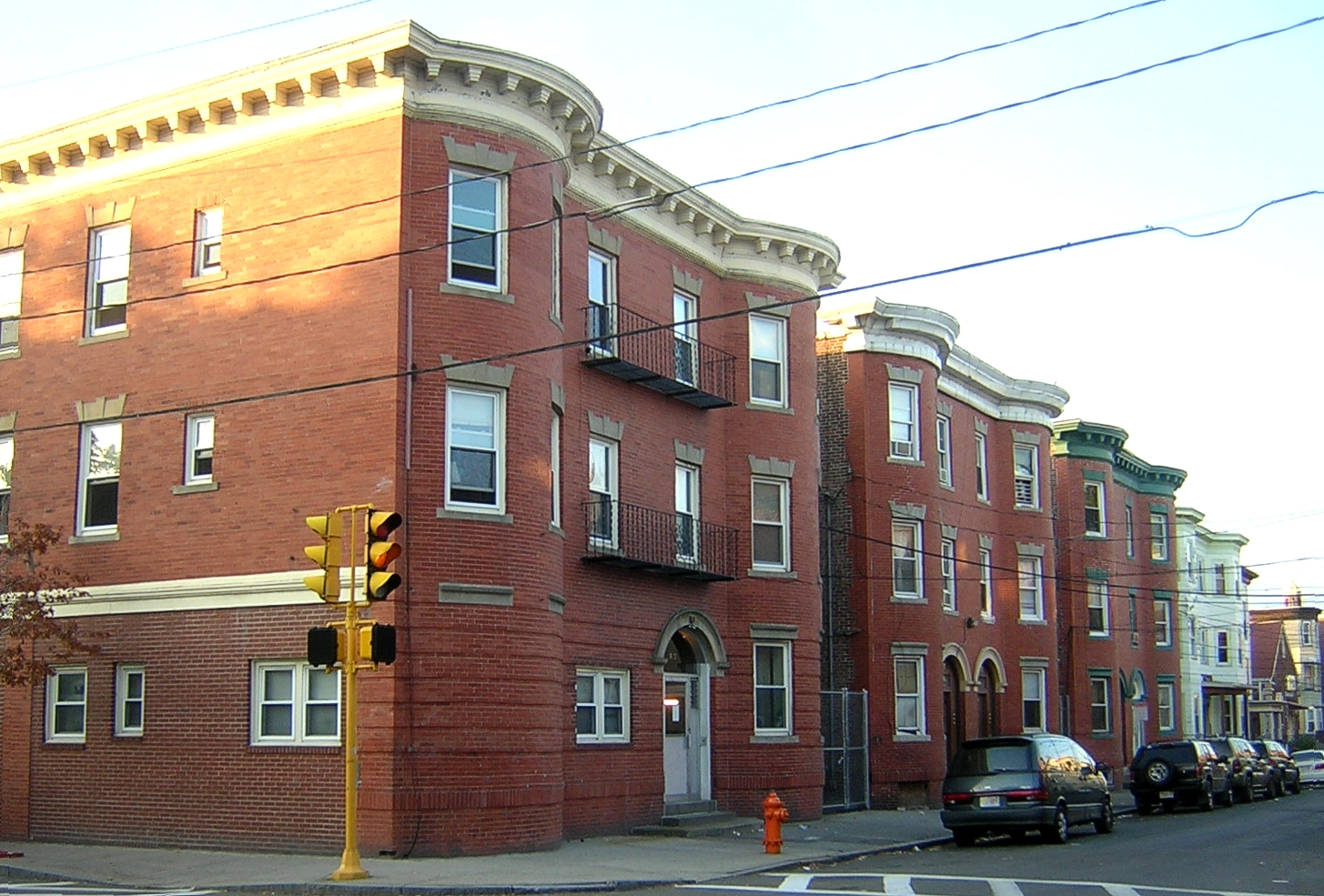
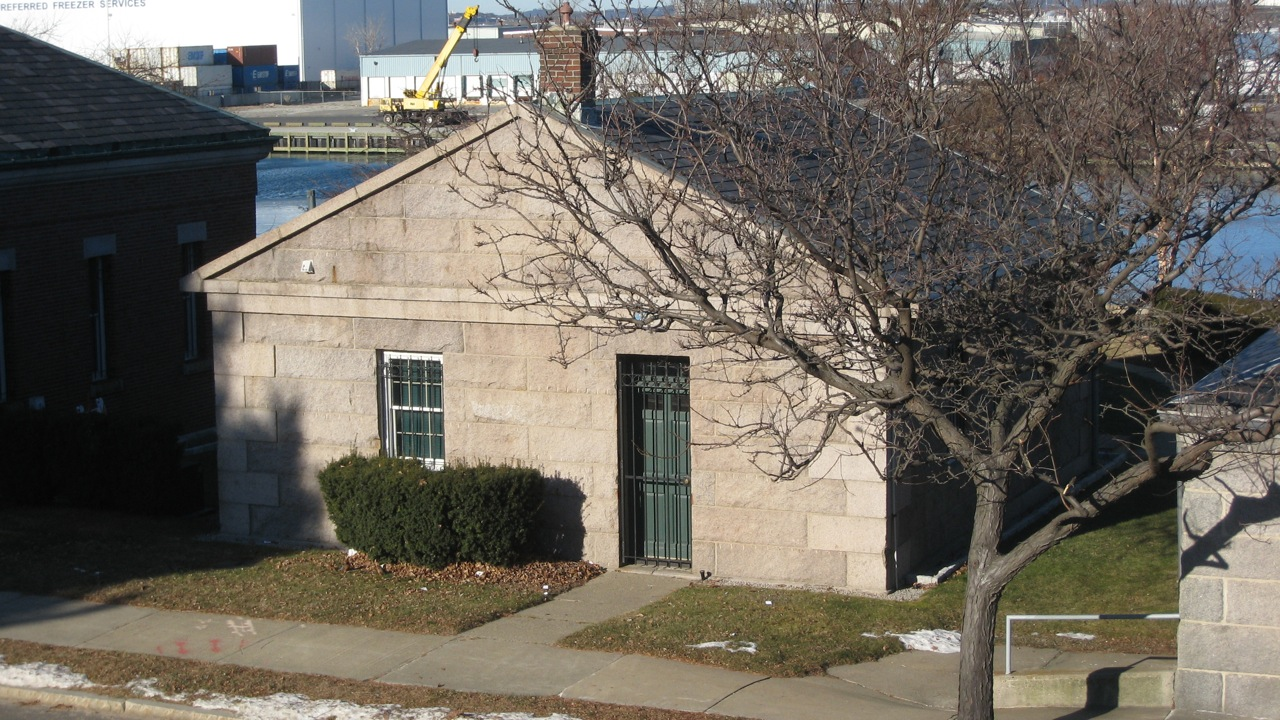
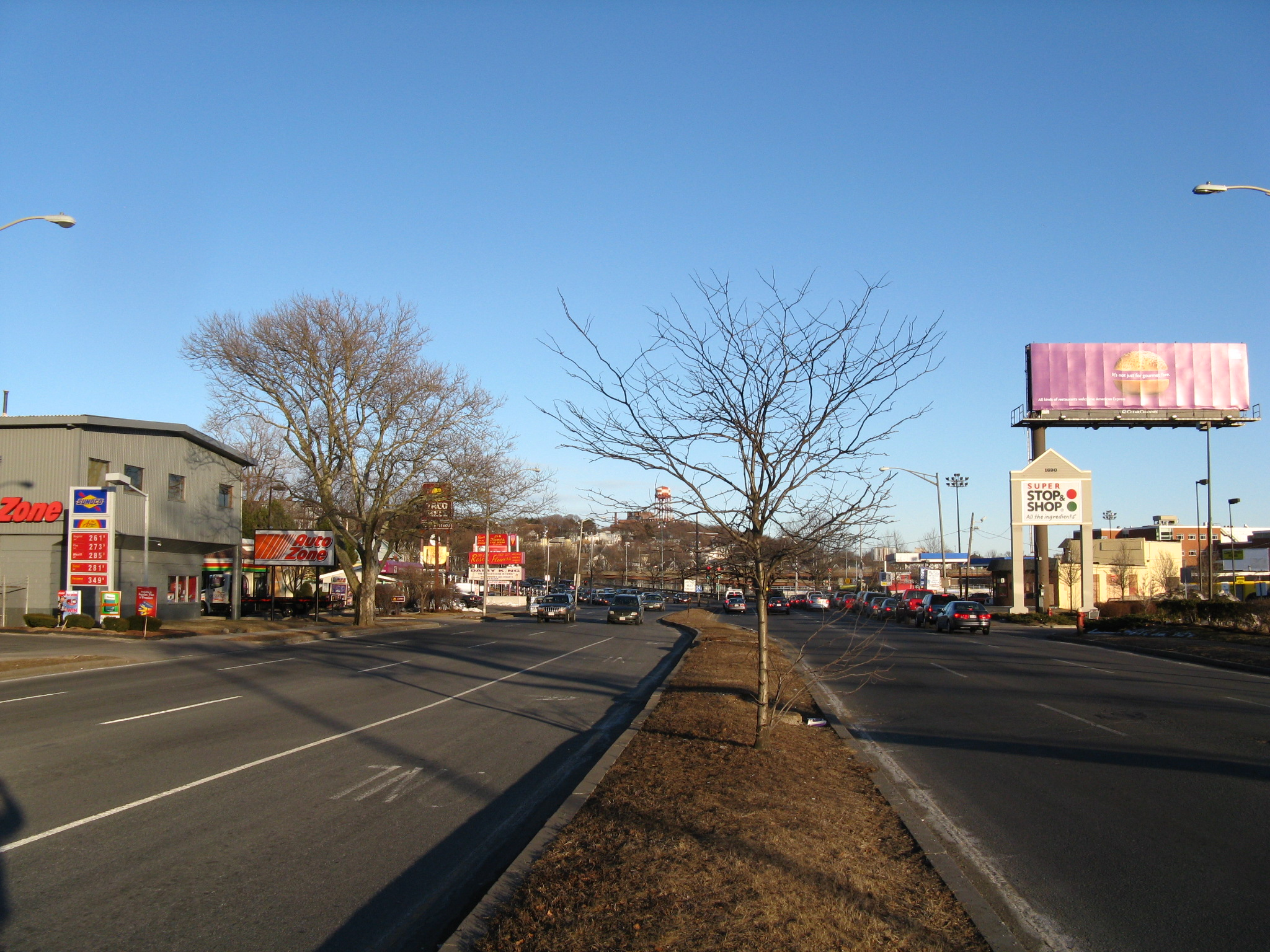